# John Tulpinck
John Tulpinck (Oudenburg, 5 december 1863 - Burcht, 1 oktober 1954), geboren als Johannes Petrus Franciscus Tulpinck, was een Belgisch fotograaf en uitvinder.

## Biografie
John, zoon van Johannes Franciscus Fredericus Tulpinck en Blondina Justina Traibaut, werd geboren aan boord van het binnenschip van zijn vader, op dat ogenblik op de Nieuwpoortse vaart tussen Jabbeke en Oostende. Vader Tulpinck was officieel gedomicilieerd in Brugge, zijn geboortestad, zijn moeder afkomstig van Gent. Na het overlijden van moeder Tulpinck vestigde het gezin zich in 1876 in de Kerkstraat (toen nog Kerkendam) te Burcht. John Tulpinck stond in het Burchtse bevolkingsregister ingeschreven als elektricien (1891-1900) en als ‘electriekkundige’ (1901-1910).  Hij was lid van de “Cercle d’études photographiques et scientifiques d’Anvers”.

## Uitvinder
De technische achtergrond van Tulpinck leidde tot enkele experimentele uitvindingen waaronder een elektrische wandelstok. Hij verbeterde bestaande werktuigen om de werklast te verminderden; onder meer gereedschappen die gebruikt werden bij het kappen van wijmen of wilgentenen. Door zijn muzikale interesse ontwikkelde hij een nieuwe methode om muziek te noteren. In plaats van de gebruikelijke zeven muzieknoten plaatste hij het dubbel aantal in een octaaf. Hij ontwierp, aan de hand van wiskundige formules een nieuw systeem om muziekinstrumenten te stemmen. Daarvoor had hij contacten met een bouwer van mechanische orgels.
Tulpinck hield er enkele aparte ideeën op na. Hij stelde dat het voor uitvinders mogelijk moest zijn na drie maanden een methode te vinden voor het produceren van elektriciteit die minstens de helft goedkoper was dan gas. Antwerpen zou daarvoor gebruik kunnen maken van de scheldegetijden. Een jaar zou nodig zijn voor het ontwerpen van een vliegende fiets om daarmee de Schelde over te steken of de afstand Antwerpen-Brussel af te leggen. Twee maanden tijd om kunstmatig vlees te ontwikkelen. Twee jaar zou volstaan om het land te kunnen verdedigen door middel van elektriciteit. Deze methode zou goedkoper zijn, minder wreed en vijftig keer minder personeel vergen. Acht jaar om de wereld grondig te veranderen en te verbeteren. Nog eens vijfentwintig jaar om allerlei wetenschappelijke onderzoeken te ontwikkelen die zouden kunnen bijdragen tot verbetering van het algemeen welzijn.
De uitvinder kreeg te kampen met onbegrip, tegenkantingen en regels die hem afremden. In 1891 schreef Tulpinck zijn kritische bevindingen over de patentenwetgeving neer in het boekje: ‘Inventions et perfectionnements apportés au mécanisme social’. Hij maakte hierin onder meer zijn beklag over het feit dat uitvinders door de regeringen niet naar behoren beloond werden voor het werk dat ze leverden. "Integendeel moeten de uitvinders zich blauw betalen aan het aanvragen van patenten. Op deze wijze kunnen uitvinders niet optimaal functioneren."
Aan zijn deur hing een bordje ‘Inventeur sur demande’ (uitvinder op verzoek).

## Fotograaf
Naast uitvinder was hij eveneens fotograaf. Een groot deel van Tulpincks foto's dateren uit de periode 1906-1908. Hij maakte meerdere foto’s per dag, soms hele series. Zo bestaat er een reeks over de cementfabriek van Burcht waar hij arbeiders en machines fotografeerde. Een serie over verkenningstroepen van het leger die oefenden met luchtballons. Ook buiten de eigen gemeente was hij actief. Hij maakte een fotoverslag over de verplaatsing van de Antwerpse stations Het Zuid en Antwerpen-Dam. Een beperkt aantal foto’s dateert uit de periode 1929-1930. Er zijn afbeeldingen van de brandende olietanks op 8 oktober 1914 aan de overkant van de Schelde tijdens de Eerste Wereldoorlog. Tulpinck stelde een fotokroniek samen over Burcht in het begin van de 20e eeuw met talrijke groepsportretten van arbeiders en kinderen. De arbeiders poseerden met hun werktuigen, de kinderen op blote voeten in een bemodderde straat terwijl hun leraar streng toekeek. Portretten van dames en heren uit de Burchtse burgerij in hun mooiste kleren die hun welstand etaleerden.
Nauwkeurig legde hij de laatste momenten vast van herberg ‘De Engel’ op het Kerkplein voor deze onder de slopershamer verdween. Tulpinck schreef geschiedenis zonder woorden.
Er zijn ongeveer 600 glasnegatieven bekend, vaak grote negatieven van 17,7 cm × 13 cm. Ook glazen stereofoto’s die door middel van een stereokijker konden bekeken worden. Bijna alle foto’s dragen een nummer. Ze zijn bewaard gebleven in op maat gemaakte houten dozen. Meestal schreef Tulpinck de titel naast de foto, dikwijls ook de datum, het tijdstip en de gebruikte belichtingstijd. Een aantal van deze oude foto’s werden door Tulpinck ontwikkeld op formaat 50 cm × 60 cm en in een speciaal kader gevat. In 1945 aanvaardde de gemeente Burcht een gift van 562 negatieven van Tulpinck.

## Politiek
John Tulpinck stelde zich tussen 1896 en 1911 verschillende malen kandidaat op een kieslijst van de gemeente Burcht maar werd nooit verkozen.

## Sociale bewogenheid
Op 3 juli 1898 voer een zeilboot met elf Burchtenaren op de Schelde naar een kermis in Schelle. Ter hoogte van het Fort van Kruibeke kantelde de boot door een felle rukwind. Tien personen verdronken, een kind werd gered. Tulpinck zette, samen met Gazet van Antwerpen, een geldinzameling op gang. Voor die gelegenheid maakte hij een reeks foto’s die verzameld werden op een enkele prent. Met daarop de geredde jongen, de schipper die hem uit het water haalde en kunstmatige ademhaling toepaste en de plank waaraan de jongen zich had vastgeklampt. De inzamelactie bracht 600,44 Belgische frank op in Burcht en in Antwerpen 1.518,61 Belgische frank. De intekenlijst sloot af met 3.304,89 Belgische frank. Het geld werd verdeeld over twaalf spaarboekjes ten voordele van de getroffen gezinnen.
In oktober 1914 werden in Rupelmonde en Hemiksem de bruggen over de Schelde door het Belgisch leger opgeblazen om de oprukkende Duitse troepen te vertragen. De petroleumtanks in Hoboken liet men leeglopen in de Schelde. Op donderdag 8 oktober 1914 vatte deze petroleum vuur met een enorme vlammenzee tot gevolg. Vanuit zijn woning legde Tulpinck deze vuurzee fotografisch vast.
Op 12 oktober 1914 begon hij, met hulp van 27 arbeiders, gezonken schepen boven te halen. De groep arbeiders groeide aan tot 535 personen. Men borg 57 schepen die hersteld werden op de scheepswerven van Burcht. Tulpinck betaalde het loon van de arbeiders. De waarde van de schepen schatte hij op 1 miljoen Belgische frank.
In de periode van 16 tot 24 oktober 1914 schoot Tulpinck de soldij voor aan de echtgenotes van Burchtse soldaten die aan het oorlogsfront streden.
Op 28 januari 1940, enkele maanden voor de Tweede Wereldoorlog, gaf Tulpinck een tweetalig pamflet uit waarin hij opriep politici ook financieel verantwoordelijk te stellen voor hun daden: ‘Want wie zal de kosten van al die vernielingen betalen? De zeer brave en zeer onverschillige lastenbetalers en kiezers zullen volgens de oude traditie alles wel betalen na een uitgekozen loflied op de heldenmoed van hunne voorvaderen!’

## Grafmonument
John Tulpinck overleed te Burcht op 1 oktober 1954. Hij werd bijgezet in het graf van zijn vader Jan Tulpinck. Dit grafmonument werd ontworpen door C. Jonckheer en lijkt op een openstaand graf. In de volksmond kreeg het de naam "muizenval". Op de binnenplaat is de rouwbrief van Jan Tulpinck afgedrukt, de grafrede uitgesproken door een toezichter van de guanofabriek, waar vader Jan werkte, en een laatste groet van zijn zoon John. Enkele porseleinen foto's van de overledene versieren de zerk. Op de achterzijde van het monument is de afbeelding van een zeilboot te zien; waarschijnlijk verwijzend naar de ramp van 3 juli 1898. De grafsteen bevond zich oorspronkelijk op het kerkhof rond de Sint Martinuskerk van Burcht. Met de opening van de nieuwe begraafplaats in de Zwijndrechtsestraat werd het naar daar verplaatst. Het graf is erkend als historisch belangrijk.
Dicht bij de plaats waar John Tulpinck woonde is een straat naar hem genoemd.

## Galerij

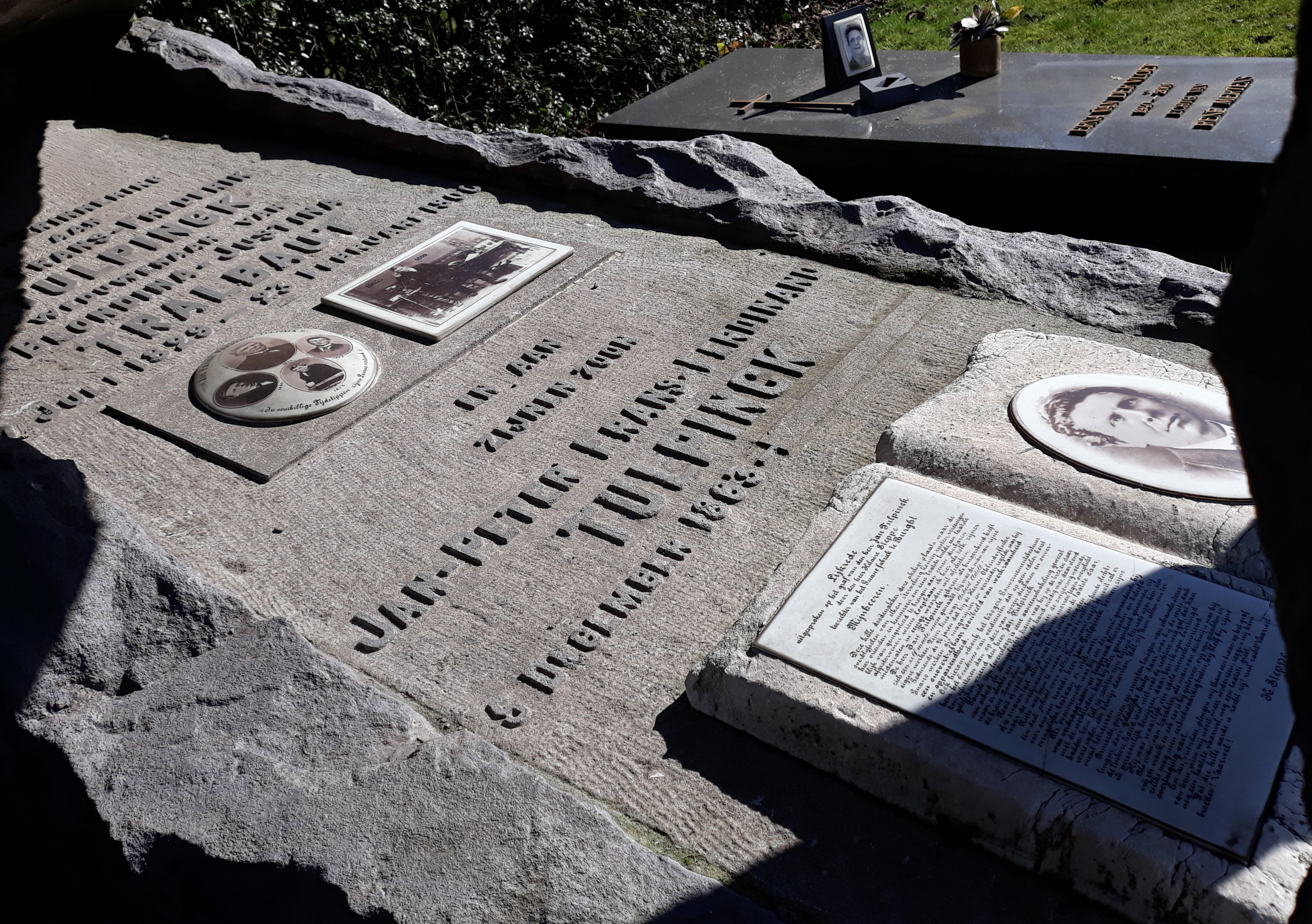
Grafmonument van John Tulpinck op de begraafplaats van Burcht
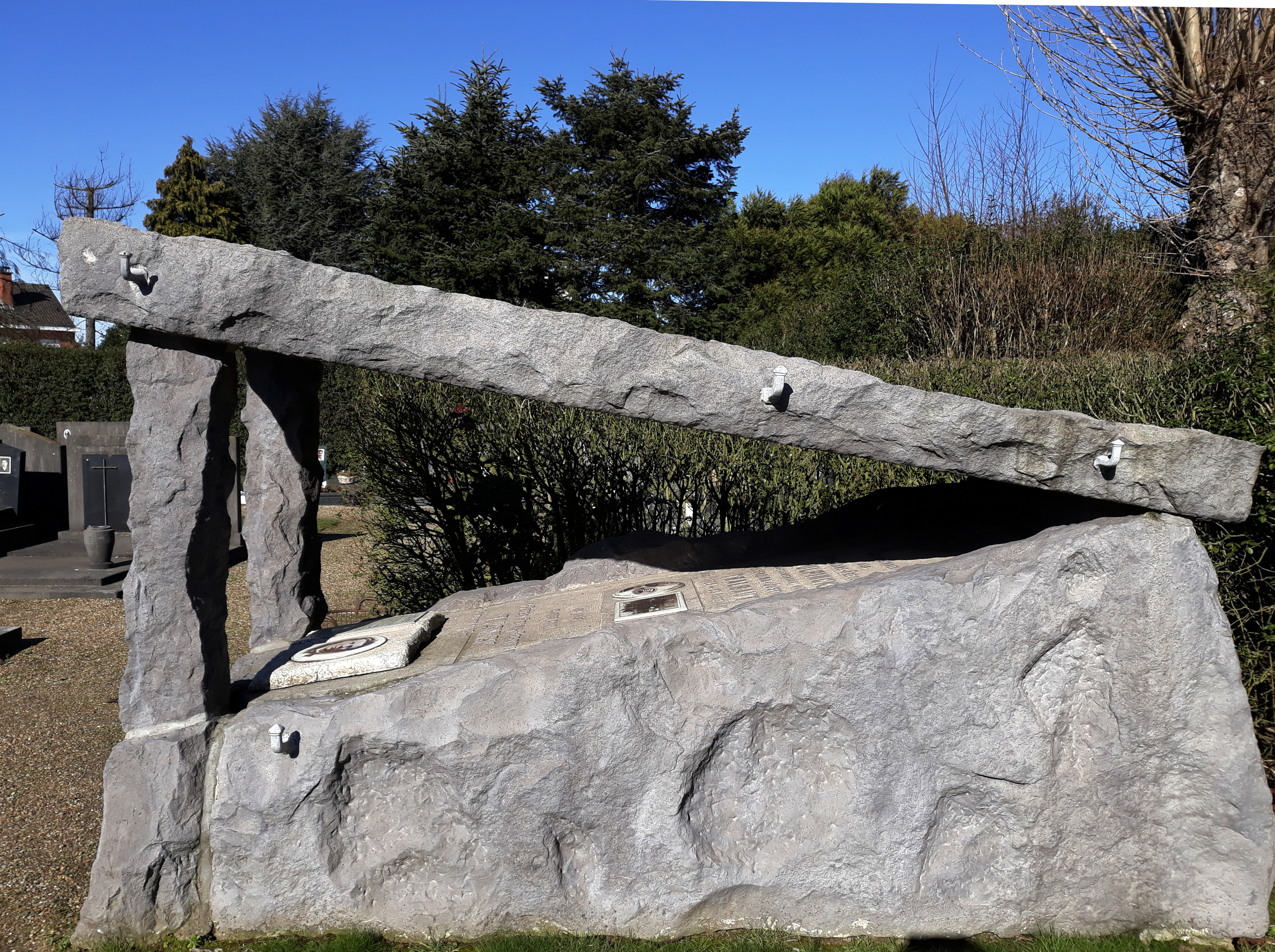
Zijaanzicht van het grafmonument
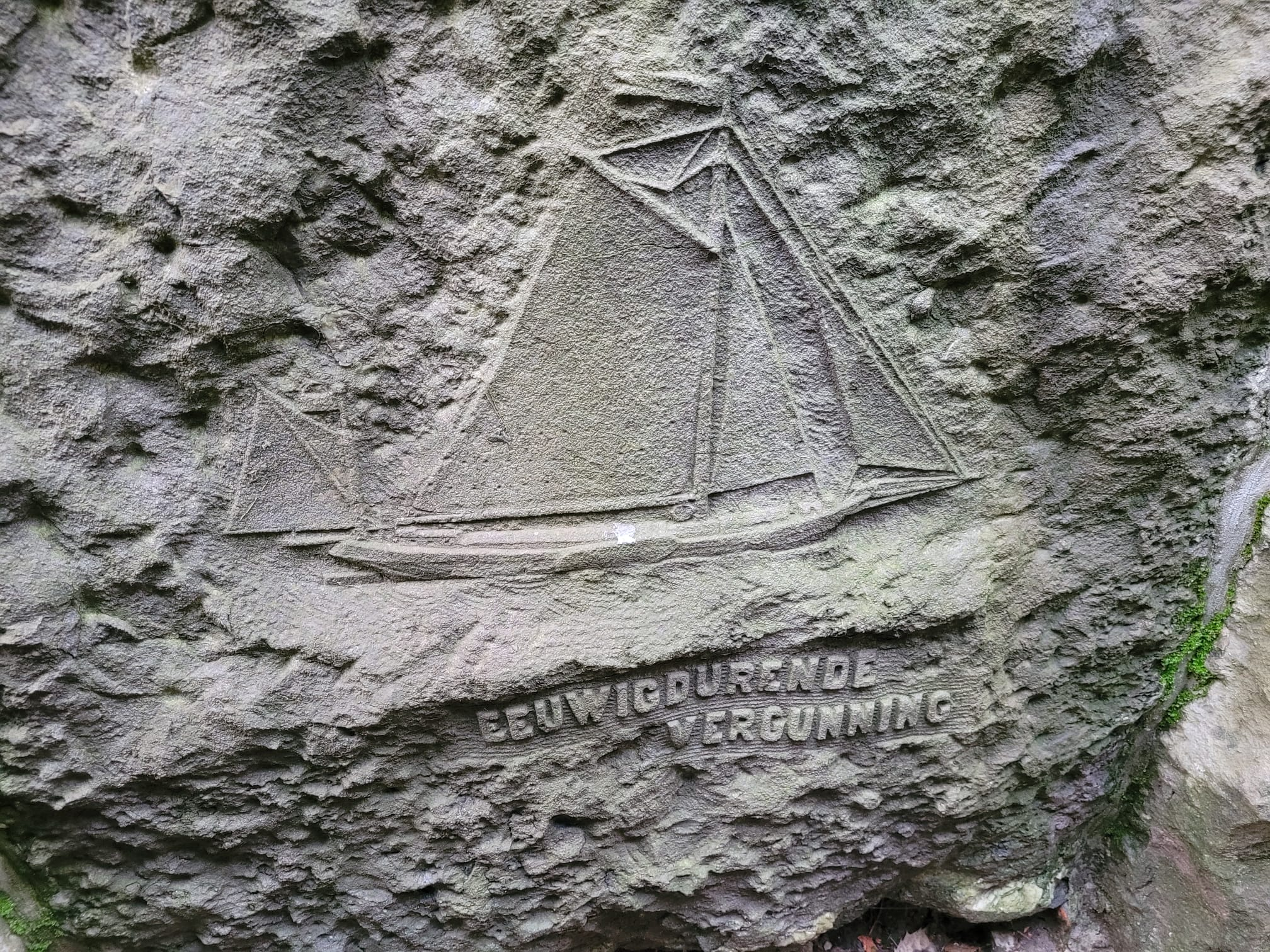
Achterzijde van het grafmonument